# Bedesbach
Bedesbach település Németországban, Rajna-vidék-Pfalz tartományban. Lakosainak száma 791 fő (2023. december 31.).

## Népesség
A település népességének változása:
| Lakosok száma | 747  | 804  | 793  | 765  | 764  | 791  |
|               | 1975 | 2017 | 2019 | 2021 | 2022 | 2023 |